# العلاقات الكاميرونية الفلسطينية
العلاقات الكاميرونية الفلسطينية هي العلاقات الثنائيّة بين دولة فلسطين وجمهورية الكاميرون.

## التاريخ
لم يكن موقف الكاميرون تجاه القضية الفلسطينية على مدار العقود الماضية ثابتًا على وتيرة واحدة، شأنه في ذلك شأن موقف معظم دول القارة الإفريقية التي جمعتها لسنوات طويلة علاقات وطيدة بإسرائيل بعدما سعت الحكومة الإسرائيلية خلال خمسينيات وستينيّات القرن العشرين إلى توثيق علاقاتها بدول منطقة غرب وجنوب إفريقيا عن طريق تقديم المُساعدات لهم، ولكن بدءًا من سبعينيات القرن العشرين بدأ موقف بعض هذه الدول يتغير تجاه الحكومة الإسرائيلية، فأعلنت حكومة الكاميرون في تشرين الأول (أكتوبر) من عام 1979 أن السلام يستحيل أن يتحقق في منطقة الشرق الأوسط دون انسحاب كامل لإسرائيل من جميع الأراضي الفلسطينية والعربية التي احتلتها. أصبح الموقف الرسمي للحكومة الكاميرونيّة منذ ذلك الحين لا ينحاز للجانب الإسرائيلي في بعض الأحيان وإن لم يتّجه صراحة لدعم القضية الفلسطينية دعمًا كاملًا، فعلى سبيل المثال، امتنعت الكاميرون عن التصويت لصالح مُقترح الرئيس الأمريكي السابق دونالد ترامب بالموافقة على الاعتراف بالقدس كعاصمة لإسرائيل خلال اجتماع الجمعية العامة للأمم المتحدة الذي جرى في عام 2017.